# Festival de la Cançó d'Eurovisió 2001
El XLVI Festival de la Cançó d'Eurovisió se celebrà el 12 de maig de 2001 a Copenhaguen, Dinamarca. Els presentadors de l'espectacle van ser Natasja Crone Back i Søren Pilmark i la victòria va ser per als representants d'Estònia, Tanel Padar i Dave Benton amb la cançó "Everybody".

## Final

Països participants.
Països que hi van participar al passat però no el 2001.

| Núm. | País                 | Intèrpret(s)              | Cançó                    | Posició | Pts |
| ---- | -------------------- | ------------------------- | ------------------------ | ------- | --- |
| 01   | Irlanda              | Gary O'Shaughnessy        | Without your love        | 21      | 6   |
| 02   | Suècia               | Friends                   | Listen to your heartbeat | 5       | 100 |
| 03   | Rússia               | Mumiy Troll               | Lady Alpine Blue         | 12      | 37  |
| 04   | Turquia              | Sedat Yüce                | Sevgiliye son            | 11      | 41  |
| 05   | Alemanya             | Michelle                  | Wer liebe lebt           | 8       | 66  |
| 06   | Islàndia             | Two Tricky                | Angel                    | 22      | 3   |
| 07   | Eslovènia            | Nuša Derenda              | Energy                   | 7       | 70  |
| 08   | Espanya              | David Civera              | Dile que la quiero       | 6       | 76  |
| 09   | Bòsnia i Hercegovina | Nino Pršeš                | Hano                     | 14      | 29  |
| 10   | Regne Unit           | Lindsay Dracass           | No dream impossible      | 15      | 28  |
| 11   | Polònia              | Piasek                    | 2 long                   | 20      | 11  |
| 12   | Israel               | Tal Sondak                | En davar                 | 16      | 25  |
| 13   | Letònia              | Arnis Mednis              | Too much                 | 18      | 16  |
| 14   | Dinamarca            | Rollo & King              | Never ever let you go    | 2       | 177 |
| 15   | Països Baixos        | Michelle Courtens         | Out on my own            | 19      | 16  |
| 16   | Malta                | Fabrizio Faniello         | Another summer night     | 9       | 48  |
| 17   | Estònia              | Tanel Padar & Dave Benton | Everybody                | 1       | 198 |
| 18   | Portugal             | MTM                       | Só sei ser feliz assim   | 17      | 18  |
| 19   | Noruega              | Haldor Lægreid            | On my own                | 22      | 3   |
| 20   | Lituània             | Skamp                     | You got style            | 13      | 35  |
| 21   | França               | Natasha St-Pier           | Je n'ai que mon âme      | 4       | 142 |
| 22   | Grècia               | Antique                   | (I would) die for you    | 3       | 147 |
| 23   | Croàcia              | Vanna                     | Strings of my heart      | 10      | 42  |